# Ko Saket Petch
L'isola di Ko Saket Petch (chiamata anche Koh Saket Petch) è una piccola isola della Thailandia, nella provincia di Rayong, distante circa 15 minuti di battello dal porto di Ban Phe.